# 绍莫吉堡
绍莫吉堡（匈牙利語：Somogyvár）是匈牙利绍莫吉州所辖的一个村。总面积52.99平方公里，总人口1911，人口密度36.1人/平方公里（2011年1月1日）。